# Équipe de France de rugby à XV au Championnat du monde junior 2023
L'équipe de France de rugby à XV des moins de 20 ans remporte le Championnat du monde junior 2023 en battant l'Irlande en finale.

## Contexte
Le Championnat du monde junior fait son retour après trois années sans qu'il n'ait eu lieu à cause de la pandémie de Covid-19,,.
L'équipe de France des moins de 20 ans est alors toujours double championne du monde en titre après ses sacres de 2018 et 2019,.
La compétition 2023 est organisée en Afrique du Sud, la France affronte en poule le Japon, la Nouvelle-Zélande puis le pays de Galles. Elle se déroule du 24 juin au 14 juillet, date de la finale,.
Le 1er juin, Sébastien Calvet, sélectionneur des Bleuets, annonce son groupe de trente joueurs retenus. Celui-ci ne comporte pas Émilien Gailleton, capitaine de la sélection, ainsi que Louis Bielle-Biarrey, tous deux retenus avec l'équipe de France senior. Le groupe s'appuie sur une partie des joueurs qui ont participé au dernier Tournoi des Six Nations des moins de 20 ans où la France est arrivée deuxième après un bon Tournoi. Lenni Nouchi est nommé capitaine.
Compte tenu de leur statut de double champion du monde en titre ainsi que de leur deuxième place dans le dernier Tournoi des Six Nations des moins de 20 ans, les Bleuets font office de favoris avec l'Irlande, vainqueur du Tournoi en réalisant le Grand Chelem. L'Afrique du Sud qui évolue à domicile, vainqueur des U20 Six Nations Summer Series lors de l'été 2022, est également à surveiller tout comme la Nouvelle-Zélande qui détient le record de victoires dans la compétition.

## Déroulement de la compétition
Pour la première journée de la phase de poule, la France affronte les Japonais, promu dans la compétition après avoir remporté le dernier Trophée mondial en 2019. Les Français s'imposent largement 75 à 12 en inscrivant onze essais avec notamment deux doublés de Marko Gazzotti et Nicolas Depoortère. Ce dernier et Esteban Capilla font notamment preuve d'indiscipline en écopant d'un carton jaune chacun.
Lors de la deuxième journée, les jeunes Français jouent contre les Baby Blacks, difficile vainqueur du pays de Galles 27 à 26 en match d'ouverture. Les Bleuets, dans le sillage de l'omniprésent Posolo Tuilagi, absent pour le premier match à cause d'un problème de visa, auteur d'un doublé, s'imposent 35 à 14 et glanent un deuxième bonus offensif en autant de match. Ces derniers sont néanmoins une nouvelle fois indisciplinés après avoir reçu deux cartons jaunes à l'encontre de Baptiste Jauneau et Paul Costes.
Le dernier match de la phase de poule se déroule donc contre le pays de Galles. Malgré une composition d'équipe remaniée, la France s'impose une nouvelle fois avec le bonus offensif sur le score de 43 à 19 après avoir notamment évoluée à quatorze depuis le premier quart d'heure de jeu à la suite d'un carton rouge à l'encontre de Barnabé Massa, il est suspendu pour le reste la compétition par la suite, et même à treize lorsque Brent Liufau a reçu un carton jaune en fin de rencontre. Ils terminent donc premier de leur groupe avec quinze points sur quinze possibles et se qualifient en demi-finale.
Pour la demi-finale, les Anglais sont les adversaires des Bleuets. Ces derniers réalisent une première période mitigée en étant menés 17-0 puis 24-14 à la mi-temps. Cependant, de retour des vestiaires, les Français rentrent enfin dans leur match et inscrivent cinq essais, la troisième ligne composée de Lenni Nouchi, Oscar Jégou et Marko Gazzotti est notamment omniprésente. La France s'impose finalement 52 à 31 et se qualifie en finale pour la troisième édition consécutive.
En finale, la France retrouve l'Irlande, large vainqueur de l'Afrique du Sud 31-12 en demi-finale. Louis Penverne déclare forfait pour ce match après une blessure contractée durant la demi-finale, il est remplacé par Lino Julien et Alexandre Kaddouri prend place sur le banc. Les Bleuets sont surpris d'entrée de match par un essai du demi de mêlée irlandais Fintan Gunne, qui semble avoir rampé pour aplatir son essai mais celui-ci est tout de même validé. Mathis Ferté inscrit un essai, transformé, en réponse dix minutes plus tard, puis Hugo Reus inscrit une pénalité pour porter le score à 10-7 en faveur de la France. Cependant, John Devine, centre irlandais inscrit un nouvel essai pour permettre aux Irlandais de repasser devant avant que Lino Julien ne vienne redonner l'avantage aux Bleuets pour mener 17-14 à la pause. La deuxième mi-temps est ensuite à sens unique, réduit à quatorze juste avant la pause après avoir reçu un carton jaune les Irlandais n'inscrivent aucun point en seconde période tandis que les Français en marquent trente-trois, dont cinq essais, pour s'imposer largement 50 à 14. L'équipe de France des moins de 20 ans est alors championne du monde pour la troisième fois d'affilée.

## Résultats détaillés

### Phase de poule

#### Première journée
| 24 juin 2023 14 h 0 UTC+02:00 | France -20 | 75 - 12 (42 - 7) | Japon -20                                                                 | Danie Craven Stadium, Stellenbosch Arbitre : Hollie Davidson |
| 24 juin 2023 14 h 0 UTC+02:00 | Essai(s) : 11 Depoortère (3e, 49e), Reus (7e), Gazzotti (10e, 35e), Zinzen (18e), Capilla (31e), Ferté (43e), Carbonneau (71e), Liufau (75e), Timo (76e) Transformation(s) : 10 Reus (3e, 7e, 10e, 18e, 31e, 35e), Mondinat (43e, 49e, 71e, 76e) Carton(s) jaune(s) : 2 Depoortère (32e), Capilla (39e) | Rapport          | Essai(s) : 2 Muto (28e), Omoto (61e) Transformation(s) : 1 Naramoto (28e) | Danie Craven Stadium, Stellenbosch Arbitre : Hollie Davidson |
| 24 juin 2023 14 h 0 UTC+02:00 | | Rapport          |                                                                           | Danie Craven Stadium, Stellenbosch Arbitre : Hollie Davidson |

#### Deuxième journée
| 29 juin 2023 13 h 30 UTC+02:00 | France -20 | 35 - 14 (21 - 0) | Nouvelle-Zélande -20 | Paarl Gimnasium, Paarl Arbitre : Damián Schneider |
| 29 juin 2023 13 h 30 UTC+02:00 | Essai(s) : 5 Attissogbé (8e), Tuilagi (20e, 43e), Jauneau (31e), Liufau (64e) Transformation(s) : 5 Reus (9e, 21e, 32e, 43e, 64e) Carton(s) jaune(s) : 2 Jauneau (52e), Costes (57e) | Rapport          | Essai(s) : 2 de pénalité (57e), Lakai (en) (65e) Transformation(s) : 2 de pénalité (57e), Kemara (en) (66e) Carton(s) jaune(s) : 1 Springer (en) (53e) | Paarl Gimnasium, Paarl Arbitre : Damián Schneider |
| 29 juin 2023 13 h 30 UTC+02:00 | | Rapport          | | Paarl Gimnasium, Paarl Arbitre : Damián Schneider |

#### Troisième journée
| 4 juillet 2023 16 h 30 UTC+02:00 | France -20 | 43 - 19 (24 - 7) | Pays de Galles -20                                                                                      | Athlone Stadium, Le Cap Arbitre : Takehito Namekawa (ja) |
| 4 juillet 2023 16 h 30 UTC+02:00 | Essai(s) : 6 Depoortère (9e, 42e), Mondinat (19e), Carbonneau (21e), Julien (58e), Moustin (79e) Transformation(s) : 4 Mondinat (9e, 19e, 42e, 58e) Pénalité(s) : 1 Mondinat (5e) Carton(s) jaune(s) : 1 Liufau (75e) Carton(s) rouge(s) : 1 Massa (14e) | Rapport          | Essai(s) : 3 Driscoll (40e+1), Florence (46e), Houston (72e) Transformation(s) : 2 Edwards (40e+1, 46e) | Athlone Stadium, Le Cap Arbitre : Takehito Namekawa (ja) |
| 4 juillet 2023 16 h 30 UTC+02:00 | | Rapport          | | Athlone Stadium, Le Cap Arbitre : Takehito Namekawa (ja) |

### Classement des poules
| Rang | Pays                 | J | V | N | D | Bo | Bd | Pm  | Pe  | Diff | Pts |
| ---- | -------------------- | - | - | - | - | -- | -- | --- | --- | ---- | --- |
| 1    | France -20           | 3 | 3 | 0 | 0 | 3  | 0  | 153 | 45  | +108 | 15  |
| 2    | Nouvelle-Zélande -20 | 3 | 2 | 0 | 1 | 2  | 0  | 103 | 80  | +23  | 10  |
| 3    | Pays de Galles -20   | 3 | 1 | 0 | 2 | 2  | 1  | 86  | 89  | -3   | 7   |
| 4    | Japon -20            | 3 | 0 | 0 | 3 | 0  | 0  | 50  | 178 | -128 | 0   |

### Phase finale

#### Demi-finale
| 9 juillet 2023 19 h 0 UTC+02:00 | France -20 | 52 - 31 (14 - 24) | Angleterre -20 | Athlone Stadium, Le Cap Arbitre : Angus Mabey (en) |
| 9 juillet 2023 19 h 0 UTC+02:00 | Essai(s) : 7 Ferté (16e), Costes (24e), de pénalité (46e), Nouchi (53e), Gazzotti (56e), Jégou (64e), Reus (73e) Transformation(s) : 6 Reus (17e, 25e, 54e, 58e, 65e, 74e) Pénalité(s) : 1 Reus (80e) | Rapport           | Essai(s) : 4 Harris (11e), Wills (en) (13e), Cunningham-South (37e), Cleaves (en) (76e) Transformation(s) : 3 Johnson (en) (12e, 14e, 38e) Pénalité(s) : 1 Johnson (3e) Carton(s) jaune(s) : 1 Carnduff (47e) | Athlone Stadium, Le Cap Arbitre : Angus Mabey (en) |
| 9 juillet 2023 19 h 0 UTC+02:00 | | Rapport           | | Athlone Stadium, Le Cap Arbitre : Angus Mabey (en) |

#### Finale
| 14 juillet 2023 19 h 0 UTC+02:00 | Irlande -20 | 14 - 50 (14 - 17) | France -20 | Athlone Stadium, Le Cap Arbitre : Damián Schneider |
| 14 juillet 2023 19 h 0 UTC+02:00 | Essai(s) : 2 Gunne (3e), Devine (30e) Transformation(s) : 2 Prendergast (4e, 31e) Carton(s) jaune(s) : 1 P.McCarthy (38e) | Rapport           | Essai(s) : 7 Ferté (13e, 69e), Julien (34e), Jouvin (42e), Depoortère (45e), Nouchi (75e), Drouet (79e) Transformation(s) : 6 Reus (14e, 35e, 42e, 45e, 76e, 80e) Pénalité(s) : 1 Reus (22e) | Athlone Stadium, Le Cap Arbitre : Damián Schneider |
| 14 juillet 2023 19 h 0 UTC+02:00 | | Rapport           | | Athlone Stadium, Le Cap Arbitre : Damián Schneider |

| Irlande · Titulaires · Henry McErlean 15 · Andrew Osborne 14 · Hugh Gavin 13 · John Devine 12 · James Nicholson 11 · Sam Prendergast 10 · Fintan Gunne 9 · Brian Gleeson 8 · Ruadhán Quinn (en) 7 · James McNabney 6 · Conor O'Tighearnaigh 5 · Diarmuid Mangan 4 · Ronan Foxe 3 · Gus McCarthy 2 · 39e à 49e Paddy McCarthy 1 · Remplaçants · Max Clein 16 · George Hadden 17 · Fiachna Barrett 18 · Charlie Irvine 19 · Evan O'Connell 20 · Oscar Cawley 21 · Matthew Lynch 22 · Sam Berman 23 · Entraîneur · Richie Murphy (en) |  |  |  | France Titulaires 15 Mathis Ferté 14 Léo Drouet 13 Nicolas Depoortère 12 Paul Costes 11 Théo Attissogbé 10 Hugo Reus 9 Baptiste Jauneau 8 Marko Gazzotti 7 Oscar Jégou 6 Lenni Nouchi 5 Posolo Tuilagi 4 Hugo Auradou 3 Zaccharie Affane 2 Pierre Jouvin 1 Lino Julien Remplaçants 16 Thomas Lacombre 17 Alexandre Kaddouri 18 Thomas Duchêne 19 Brent Liufau 20 Mathis Castro-Ferreira 21 Léo Carbonneau 22 Arthur Mathiron 23 Clément Mondinat Entraîneur Sébastien Calvet |

## Le groupe champion du monde
Les joueurs ci-après étaient présents au championnat du monde. Les noms en gras désignent les joueurs qui ont disputé la finale.
Le 1er juin, un groupe de trente joueurs est dévoilé pour disputer la compétition.
Léon Darricarrère déclare forfait sur blessure, le 9 juin, Maxence Biasotto est appelé à sa place.
| Entraîneur | Entraîneur             | Sébastien Calvet                                                                       |
| Avants     | Pilier                 | Zaccharie Affane, Thomas Duchêne, Lino Julien, Alexandre Kaddouri, Louis Penverne      |
| Avants     | Talonneur              | Pierre Jouvin, Thomas Lacombre, Barnabé Massa                                          |
| Avants     | Deuxième ligne         | Hugo Auradou, Brent Liufau, Posolo Tuilagi                                             |
| Avants     | Troisième ligne aile   | Esteban Capilla, Oscar Jégou, Lenni Nouchi , Andy Timo, Noa Zinzen                     |
| Avants     | Troisième ligne centre | Mathis Castro-Ferreira, Marko Gazzotti                                                 |
| Arrières   | Demi de mêlée          | Léo Carbonneau, Baptiste Jauneau                                                       |
| Arrières   | Demi d'ouverture       | Clément Mondinat, Hugo Reus                                                            |
| Arrières   | Centre                 | Maxence Biasotto, Paul Costes, Léon Darricarrère , Nicolas Depoortère, Arthur Mathiron |
| Arrières   | Ailier                 | Théo Attissogbé, Léo Drouet, Maël Moustin                                              |
| Arrières   | Arrière                | Mathis Ferté                                                                           |

## Récompenses et statistiques
Le troisième ligne centre Marko Gazzotti, nommé homme du match de la finale, est nommé meilleur joueur de la compétition.
Le demi d'ouverture Hugo Reus termine la compétition comme meilleur réalisateur avec 62 points inscrits (deux essais, deux pénalités et vingt-trois transformations),,.
Le centre Nicolas Depoortère est meilleur marqueur d'essais du championnat du monde, à égalité avec deux Néo-Zélandais et un Géorgien, avec cinq essais inscrits,.